# 安娜·伍德
安娜·伍德（英語：Anna Wood，1966年7月22日—），原名安娜玛丽·科克斯（荷蘭語：Annemarie Cox），荷兰、澳大利亚女子皮划艇运动员。她曾代表荷兰、澳大利亚参加1988年、1992年、1996年和2000年夏季奥林匹克运动会皮划艇比赛，获得二枚铜牌。

## 家庭
丈夫史蒂文·伍德。